# Ниеми, Рейно
Рейно Ниеми (фин. Reino Niemi, 23 января 1914 — 1966) — финский шахматист.
Двукратный серебряный призер чемпионатов Финляндии (1938 и 1945 гг.).
В составе национальной сборной Финляндии участник шахматной олимпиады 1950 г. Выступал на 3-й доске (позади Э. Бёка и К. Оянена). Сыграл неудачно, не выиграв ни одной партии и потерпев 4 поражения при 3 ничьих.

## Спортивные результаты
| Год  | Город     | Соревнование                                | + | − | = | Результат | Место |
| ---- | --------- | ------------------------------------------- | - | - | - | --------- | ----- |
| 1938 | Хельсинки | Чемпионат Финляндии                         |   |   |   |           | 2     |
| 1945 | Хельсинки | Чемпионат Финляндии                         |   |   |   |           | 2     |
| 1950 | Дубровник | IX Олимпиада (сборная Финляндии, 3-я доска) | 0 | 4 | 3 | 1½ из 7   |       |